# Tilse
Die Tilse (von litauisch tilszus = sumpfig) ist ein 27 km langer Fluss im früheren Ostpreußen, der in Sowetsk in die Memel mündet. Nach ihr ist das frühere Tilsit benannt.

## Name und Lauf
Nach älteren Überlieferungen wird das Fließ Tilsot oder Tilsete in den Wegeberichten des Deutschen Ordens erwähnt. Die im 15. und 16. Jahrhundert zugewanderten Litauer machten daraus Tilszele, das im Volksmund erhalten blieb.

### Quellgebiet
Die Quelle der Tilse liegt im südlichen Teil des früheren  Kreises Ragnit, 5 km entfernt von der Bahnstation Wischnjowoje an der Bahnstrecke Tschernjachowsk–Sowetsk (Sowetsk – Schilino – Kaluschskoje – Tschernjachowsk – Kaliningrad). In einem von Erlen, Birken und Fichten gebildeten Wäldchen bei Bolschewo (Meldienen)-Koschelewo fließen einige Bäche zum Fluss Tilse zusammen.

### Lauf
Relativ schnell fließt sie im steinigen Flussbett, in dem bei Pokrowskoje große Findlinge liegen. Dort schon 1,5 m breit, wird die Tilse von der Straße Schilino-Uljanowo überbrückt. Von hier nordwärts gewendet, passiert sie Michailowka, (Balandszen), Rudakowo, (Podszuhnen), (Luganskoje), Iskra, Gudkowo, Rakitino, Wetrowo, (Moritzkehmen) und Tilsit-Kallkappen. An den teilweise hohen Ufern ziehen sich Wäldchen und Wiesen hin. Malerische Landschaften sind der  Schloßberg zwischen Rakitino und Wetrowo und die Schlucht bei Rakitino. Der Graudenwald war eine undurchdringliche Wildnis. Im Wäldchen von Iskra nimmt die Tilse den Liepart-Bach und bei Rakitino den Malan-Bach auf.

### Kultivierung
Da die Tilse niedrig gelegenes Gelände durchfließt, konnten die anliegenden Ländereien günstig entwässert werden. Die  Kreisverwaltung Tilsit-Ragnit ließ sie 1931/32 bei Woydehnen (heute Wetrowo)in ein neues Bett leiten. Zur selben Zeit wurde die untere Tilse von Kurschen (Rakitino) bis Tilsit (Sowjetsk) reguliert. Beim Willmannberg wurde eine 20 m lange Brücke für die Bahn Stallupönen - Tilsit (Sowjetsk) gebaut. Über Moritzkehmen und Kallkappen erreichte der Fluss den Schloßmühlenteich und gelangt durch den Tilszelehafen in die Memel.

### Schlossmühlenteich in Tilsit
1562 ließ der amtierende Tilsiter Amtshauptmann Kaspar von Nostiz den Schloßmühlenteich aufstauen; denn bei dem ausreichenden Wasseraufkommen des Flusses wollte Herzog  Albrecht aus wirtschaftlichen Gründen eine Wassermühle anlegen.